# Szellő Rózsa
Szellő Rózsa, született Dér Rózsa (Losonc, 1942. augusztus 20. – 2017. május 9. vagy előtte) magyar televíziós szerkesztő, rendező, dramaturg.

## Élete
1960 és 1965 között az ELTE Bölcsészettudományi Karán tanult. 1970 és 1974 között a Magyar Rádió és Televízió Oktatási csoportjának a főelőadója volt. 1974 és 2001 között a Magyar Televízió Gyermek, Ifjúsági és Oktatási Főszerkesztőségén szerkesztő, műsorvezető.
A film- és meserovat munkáját vezette, ahol olyan műsorok készültek, mint az Esti mese, a Kuckó és a Zsebtévé. Hozzátartozott még a Pannónia Filmstúdióban készült animációs mesesorozatok lektori munkája és a külföldön vásárolt mesesorozatok szinkronjának az irányítása.
Fia Szellő István újságíró, televíziós műsorvezető.

## Munkái
Szerkesztőként
- Zsebtévé
- Cigánykerék
- Utazz velünk!
- Kör, kör, ki játszik..?
- Gólya, gólya, gilice
- Vakáció Melódiában

egyedi műsorai
- Anyák napja
- Móricz Zsigmond: Hímes tojások (kisjátékfilm)
- Télapó szemüvege